# Argynnis paphia
Nacarada (Argynnis paphia) es una gran mariposa naranja, de la familia Nymphalidae, descrita por Carlos Linneo en 1758 como Papilio paphia.
Puede ser confundida con Pandora (Argynnis pandora), una mariposa muy parecida a Nacarada.

## Descripción
Son grandes, de 5 a 6 cm de envergadura, muy poco más grandes las hembras que los machos. El anverso o cara superior de las alas de los machos son de un tono leonado vivo con numerosos trazos y puntos negros. 
El anverso de las alas anteriores, de entre 27 y 35 mm, posee una zona androconial muy bien definida entre la vena V1 y la V4, y en la celda aparecen tres o cuatro trazos negros. La zona basal es de tonalidad que va del pardo al verde oliva. Las zonas discal, postdiscal y marginal son de color amarillo naranja. La discal se halla atravesada por las escamas androconiales, y unos trazos y puntos que dibujan una línea irregular con dos curvas y que no llega a E1a. En la zona postdiscal aparecen puntos que tampoco alcanzan E1a. También posee puntos negros pequeños en la zona marginal y una fina línea negra paralela sobre la que aparecen pequeñas manchas negras de forma triangular en la confluencia con las venas. Además, aparece una fina línea blanca marginal externa que es cortada en la intersección de las venas por trazos negros y que aparece también en las alas posteriores.
Las posteriores, por su anverso, aparecen dibujadas con una mancha ocre en el margen interno y en el ángulo anal. Las zonas basal y discal son del mismo color que la basal en las alas anteriores, separadas de la zona postdiscal por una línea quebrada negra. Esta zona es del mismo color que las discales y postdiscales de las anteriores, y posee una serie de puntos negros gruesos entre E2 y E6. La zona submarginal alberga una serie completa de manchas negras, y, paralela a esta hacia el margen, otra serie de manchas más finas, romboidales en la confluencia con las venas. 

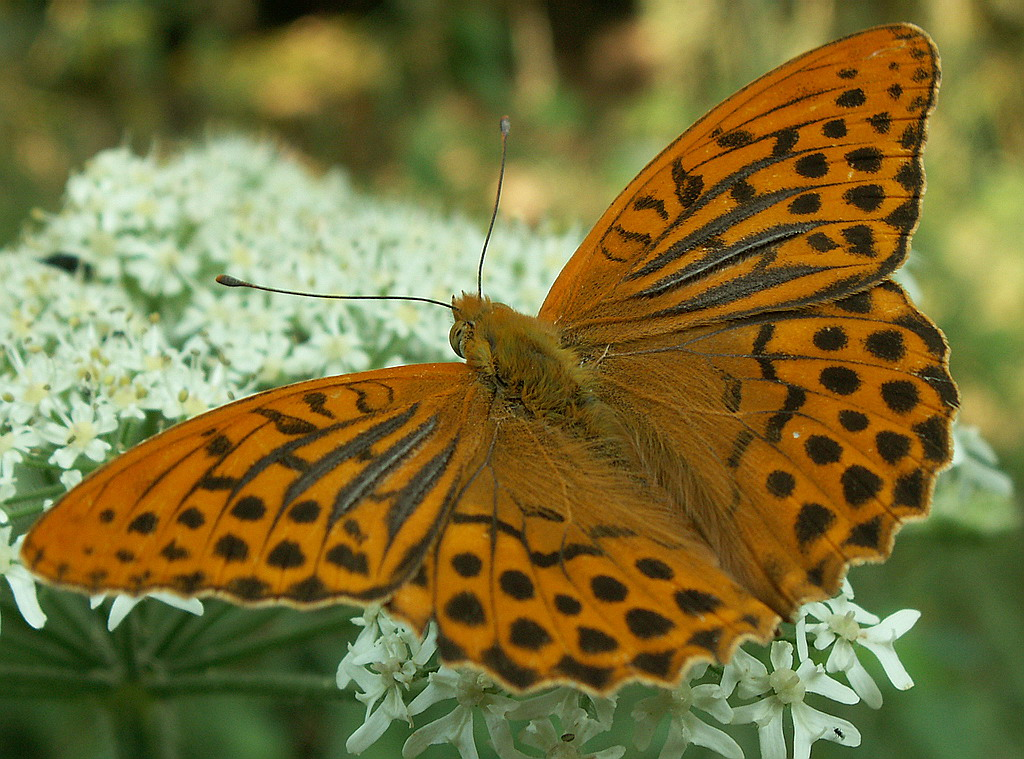
Macho de A. paphia. Se aprecia bien el androconio sobre las venas V1, V2, V3 y V4.

El reverso es de tonalidades amarillo, naranja y verde, con una fina línea marginal externa ocre y las venas amarillo anaranjadas. Las alas anteriores son similares al anverso, con manchas negras sobre fondo naranja. La zona apical es de color amarillo pálido con manchas y trazos muy débilmente marcados de color verde pálido.
En las posteriores, las zonas basal y discal son verdes, tonalidad oro, con una corta banda blanca nacarada, y otra, en la postdiscal, bien definida pero de trazado irregular, a la que sigue una banda ocre con cinco manchas de color verde oscuro con un núcleo más claro. En la zona submarginal aparece una serie completa de manchas verde oscuras y una banda rosa pálido seguida de otra banda violeta sobre la que aparecen manchas romboidales en la intersección con las venas. Antes de la línea marginal externa, que es fina, blanca y con puntos amarillo naranjas, aparece otra fina línea amarillo naranja.

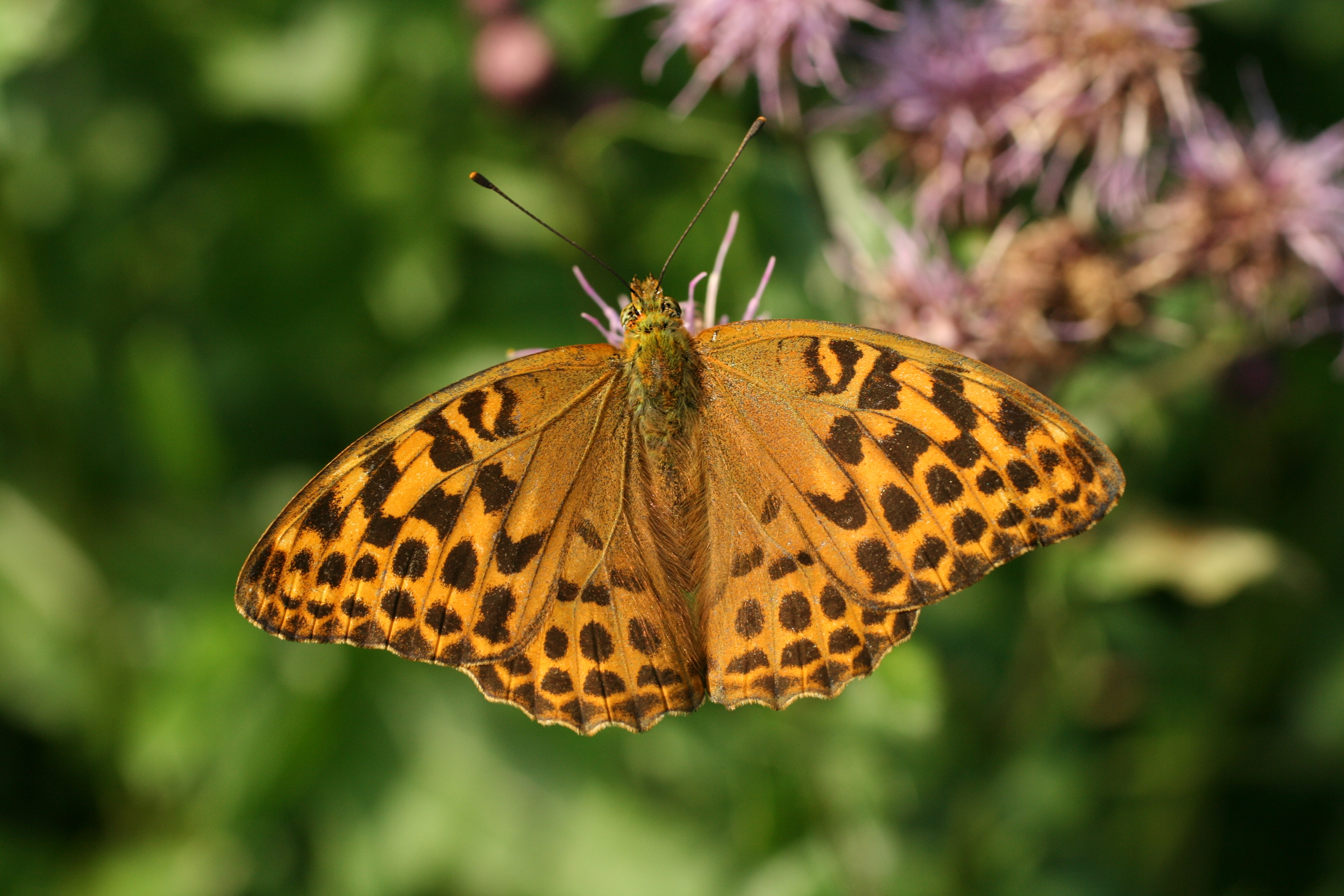
Hembra de A. pahia.

Las hembras son ligeramente mayores y sin androconio. Tienen las alas anteriores de color pardo anaranjado con una mancha oscura en E6 y las posteriores con el diseño mejor definido. Por el reverso son como las de los machos pero las venas de color pardo oliva; alas anteriores con la zona apical verdosa y posteriores con las bandas de color nacarado y una fina línea verdosa en la zona submarginal.
Existe una variedad —A. paphia f. valesina— que es poco frecuente y que aparece en Europa, en zonas de alta montaña húmeda, que posee una coloración verde oscura en el anverso de sus alas y que se puede confundir con Argynnis pandora.
La oruga es cilíndrica, con la cabeza y la espalda negras o marrón oscuro, con dos líneas amarillas longitudinales y con «espinas» de color marrón rojizo. Los flancos son marrón rojizo ornados de manchas marrón oscuro.

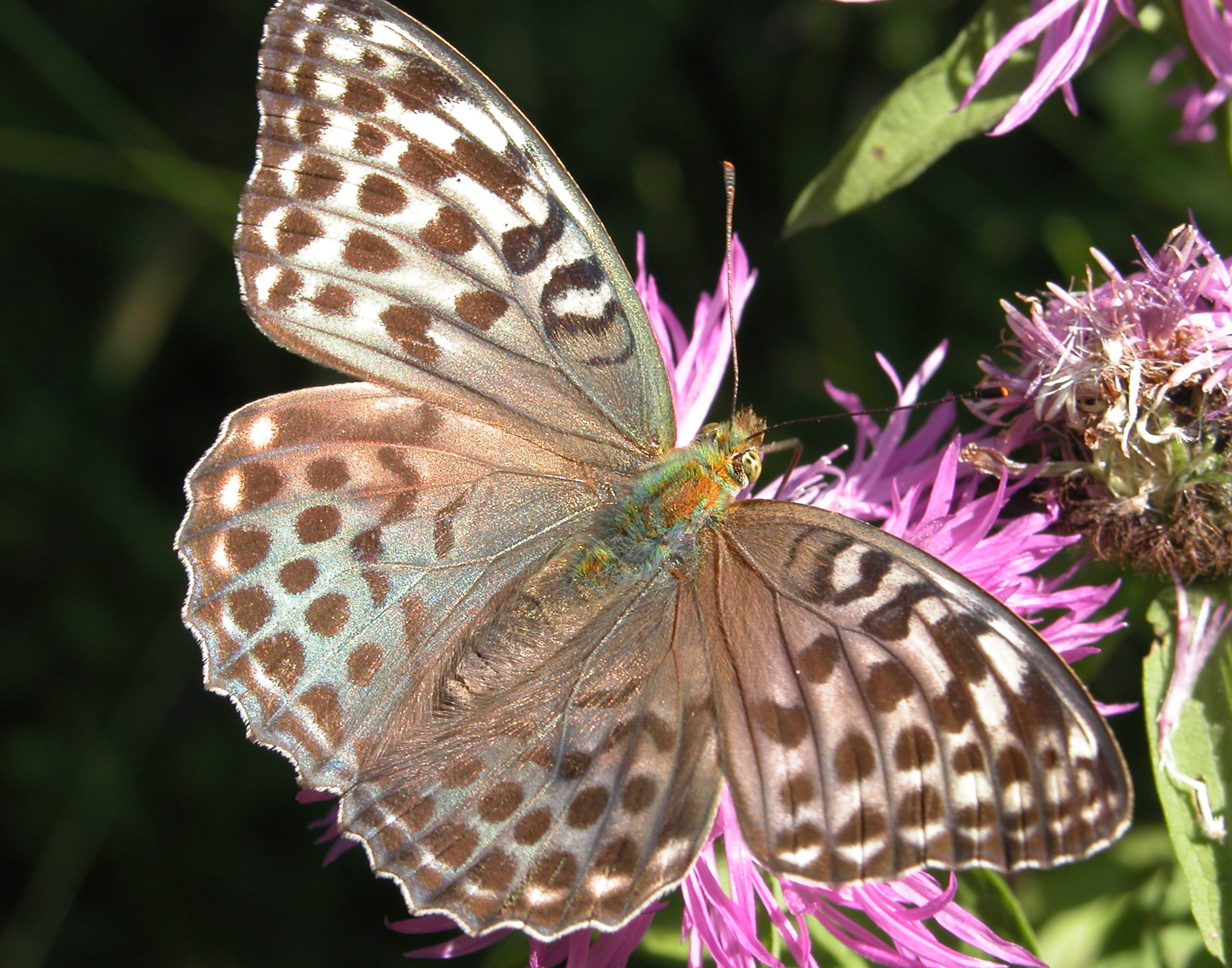
A. pahia f. valesina hembra.

Como en el resto de especies de su familia, los imagos presentan en sus cabezas palpos largos, ojos separados y antenas muy unidas en la base y con una maza alargada. El primer par de patas es más corto que los otros dos, acabando en un tarso peludo que utilizan para limpiar sus antenas. Los otros dos pares de patas terminan en unas uñas que utilizan para asirse fuertemente a las plantas. El abdomen de las hembras es ligeramente más abultado y redondeado que el de los machos.

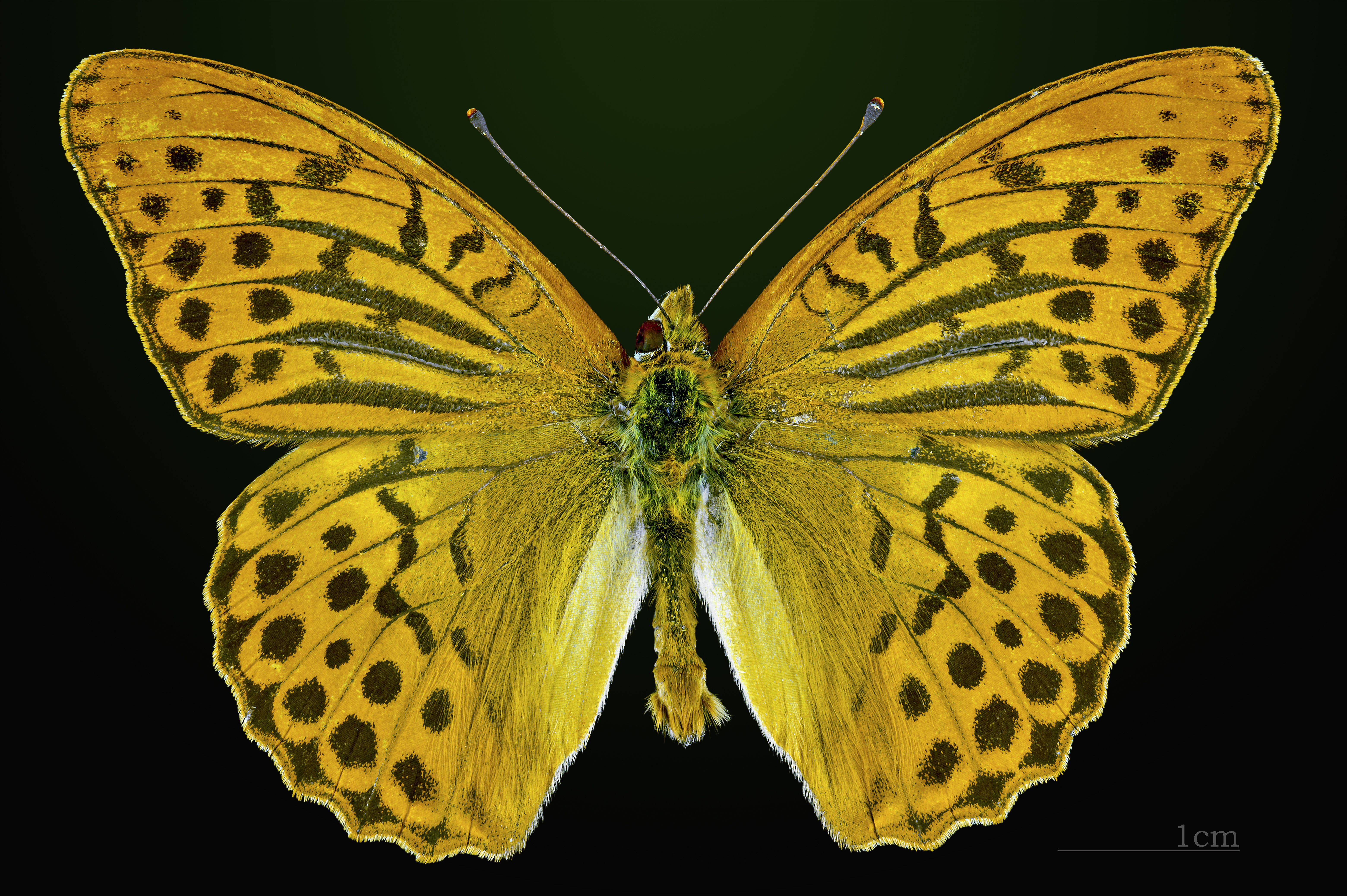
♂
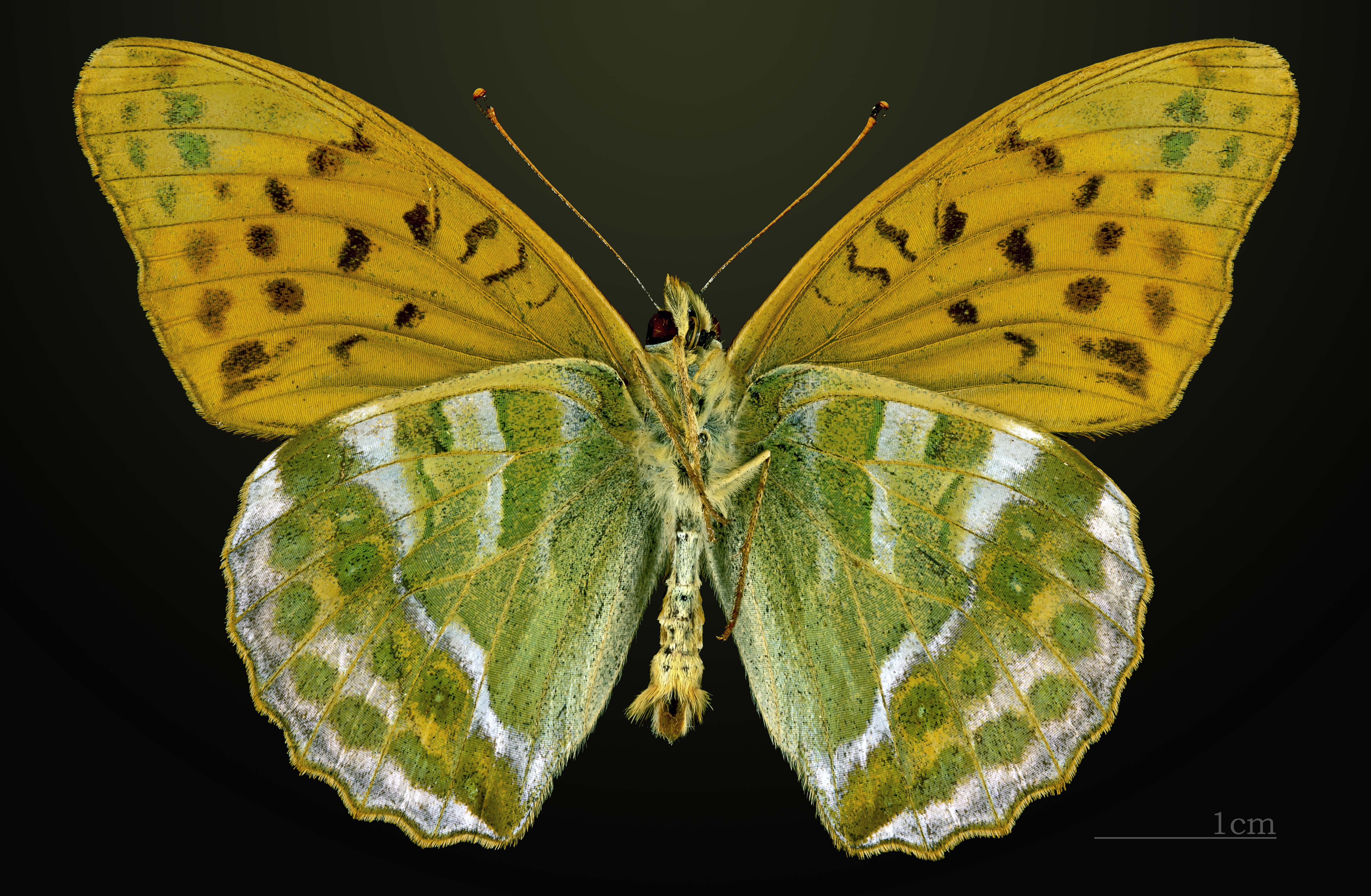
△ ♂
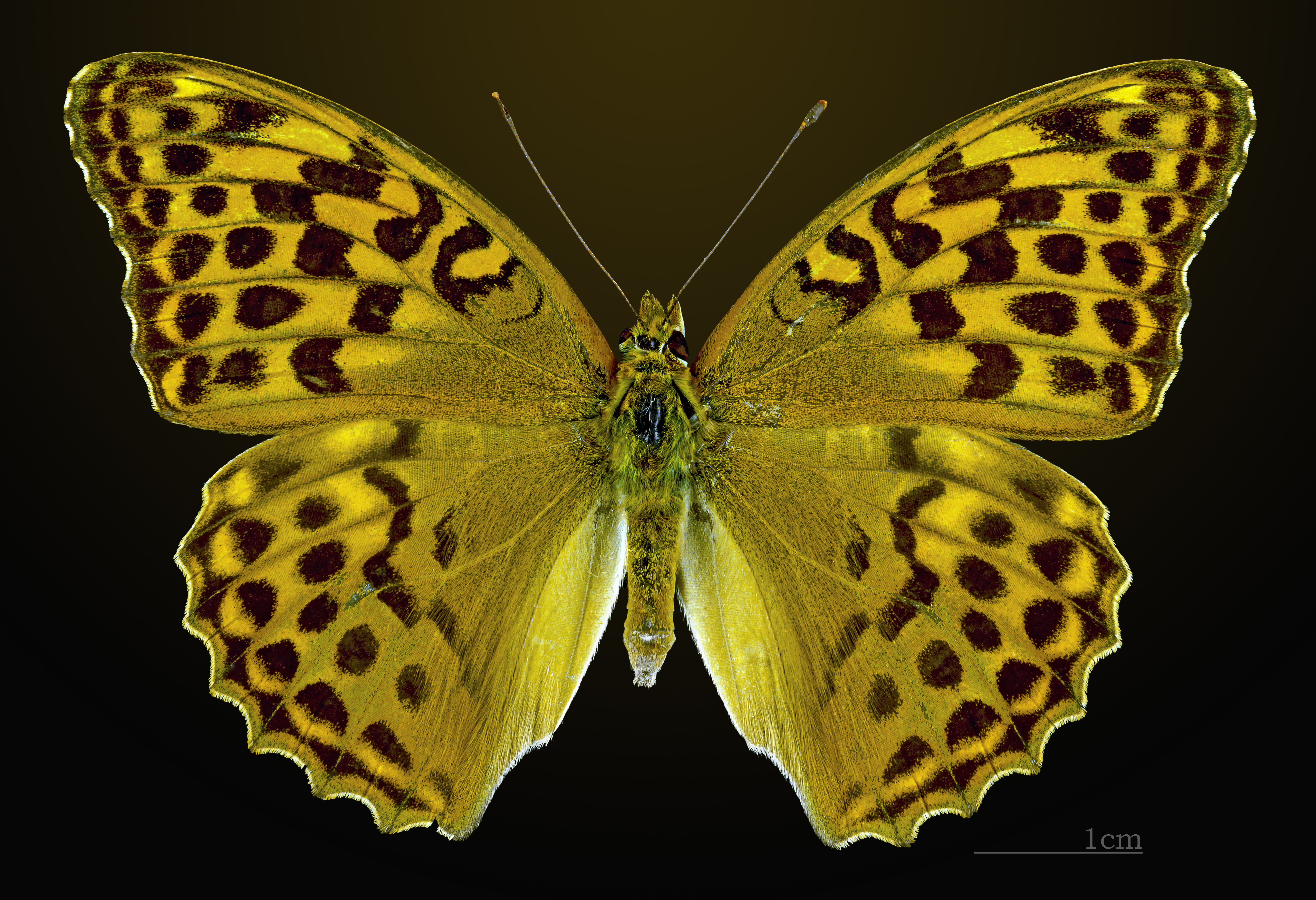
♀
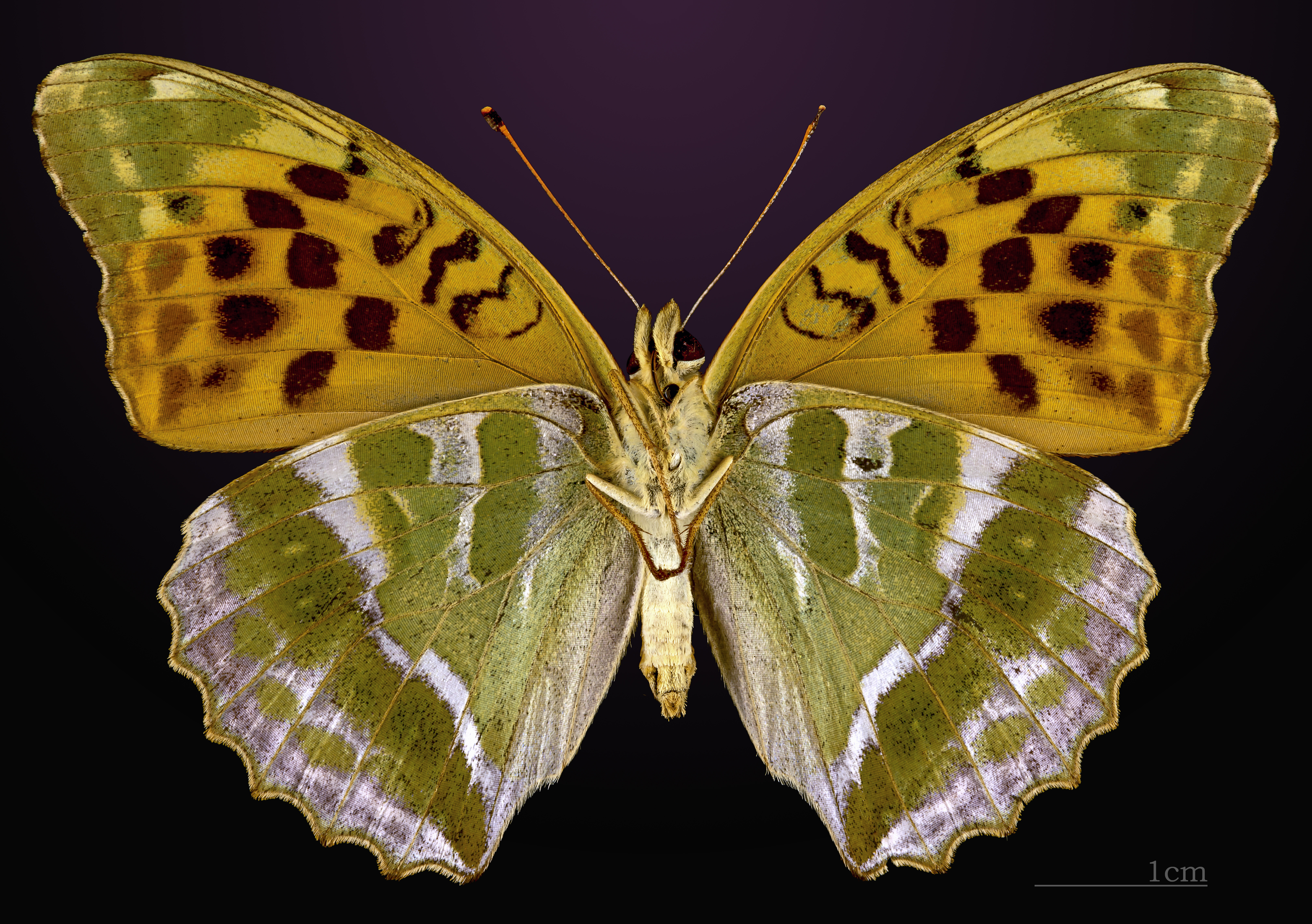
△ ♀

## Ciclo biológico
Es una especie univoltina que emerge de junio a finales de agosto. Tras la cópula, la hembra deposita los huevos en grietas de la corteza de árboles caducifolios —aliso, haya, roble, fresno, etc—. Antes del invierno, las orugas rompen y se comen el huevo que las protegía, y se refugian en la misma corteza, donde pasan la diapausa invernal. En primavera abandonan su refugio y buscan su planta nutricia, principalmente violetas, como la violeta de campo o la violeta común, y rara vez el frambueso u otras zarzamoras. En la segunda mitad de la primavera forman las crisálidas que se cuelgan boca abajo de los tallos o peciolos de las hojas de las plantas donde habitan. A principios del verano emerge el adulto.

## Distribución y hábitat

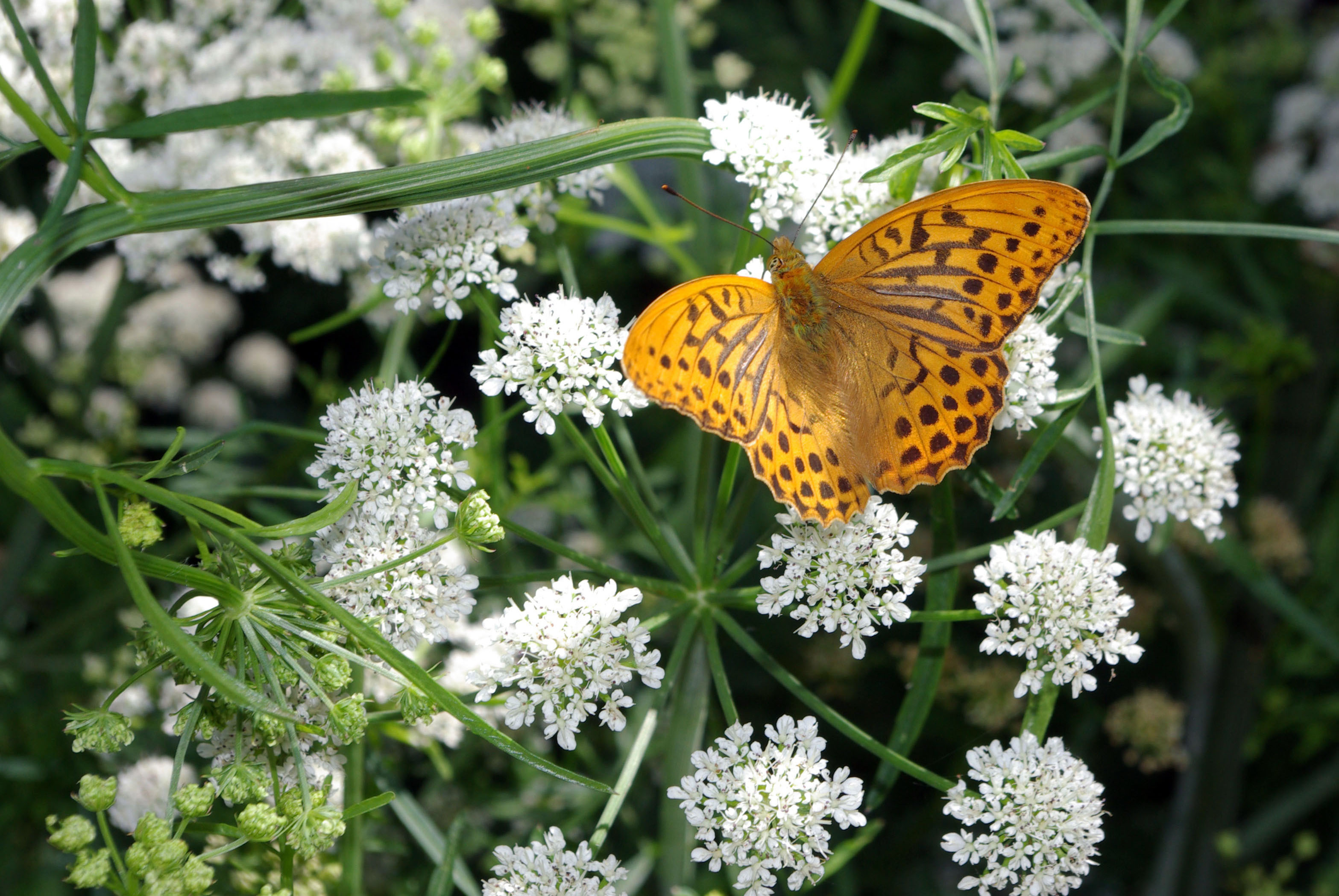
Macho de A. paphia sobre una umbelífera.

Se distribuye por casi toda Europa, llegando por el este hasta la zona templada de Asia y por el sur hasta el Magreb.
Habita los claros de bosques caducifolios, linderos, riberas de arroyos y otros lugares donde crecen violetas y zarzas, desde zonas bajas hasta los 1400 m de altitud.
Los adultos se alimentan del néctar de las zarzas, cardos, y otras compuestas del género Centaurea, de umbelíferas y también de melaza de pulgones. Son potentes voladores, rápidos y nerviosos, y más móviles que otras mariposas emparentadas, por lo que se las puede ver por encima de la copa de los árboles a gran velocidad.

## Sistemática

### Subespecies
- Argynnis paphia argyrophontes Oberthür, 1923; Suroeste de China.
- Argynnis paphia argyrorrhytes Seitz, 1909; Norte del Cáucaso.
- Argynnis paphia butleri Krulikovsky, 1909; Europa central.
- Argynnis paphia  delila Röber, 1896; Turquía.
- Argynnis paphia dives (Oberthür, 1908); Argelia.
- Argynnis paphia formosicola Matsumura
- Argynnis paphia geisha Hemming, 1934; Japón.
- Argynnis paphia masandarensis Gross et Ebert, 1975; Irán
- Argynnis paphia megalegoria Fruhstorfer, 1907; China
- Argynnis paphia neopaphia Fruhstorfer, 1907;
- Argynnis paphia pusilla Wnukowsky, 1927; Noroeste de Siberia.
- Argynnis paphia thalassata Fruhstorfer, 1909; Sur de Europa.
- Argynnis paphia tsushimana Fruhstorfer, 1906; Japón
- Argynnis paphia f. valesina (Esper, 1798); Montañas de Europa
- Argynnis paphia virescens; Nakahara, 1926.[7]

### Sinonimia
A lo largo de los años diversos autores han denominado a esta especie con distintos sinónimos:
- Papilio paphia Linnaeus, 1758
- Papilio valesina Esper, 1798
- Papilio anargyra Staudinger, 1871
- Argynnis immaculata Bellier, 1862
- Argynnis paphia f. valesinides Fruhstorfer, 1907